# Família de Sorte
Família de Sorte é um futuro filme brasileiro de comédia dramática, estrelado por Robson Nunes e Micheli Machado. Produzido por Caio Gullane e Fabiano Gullane, o longa tem previsão de estreia em 2025 e mistura humor, questões sociais e a relação dos brasileiros com os realities shows, especialmente o fenômeno televisivo Big Brother Brasil.

## Enredo
Maicon (Robson Nunes) e Jennifer (Micheli Machado) estão casados há 17 anos e vivem com suas duas filhas em um conjunto habitacional na periferia de São Paulo. Jennifer trabalha como recepcionista em um consultório pediátrico, enquanto Maicon é segurança noturno de um galpão. Quando Maicon é demitido e as contas apertam, ele decide se inscrever em seu reality show favorito. Para sua surpresa, quem é selecionada para o programa é Jennifer — inscrita às escondidas por seu irmão.
Com a esposa confinada no reality por três meses, Maicon precisa assumir a casa, o cuidado com as filhas e todos os desafios que essa nova rotina traz. Enquanto Jennifer vive a fama e os dilemas dentro do programa, Maicon encara sua própria jornada de descobertas e superações fora das câmeras.

## Elenco
- Robson Nunes como Maicon
- Micheli Machado como Jennifer
- Duda Oliveira
- Carol Roberto
- Júlio Silvério
- Ricardo Oshiro
- Letícia Soares
- Leci Brandão